# Gauguin : Voyage de Tahiti
Pour les articles homonymes, voir Gauguin (homonymie).
Pour plus de détails, voir Fiche technique et Distribution.
Gauguin : Voyage de Tahiti est un film français réalisé par Édouard Deluc et sorti en 2017.

## Synopsis
L'exil de Paul Gauguin en Polynésie française, une expérience de vie source de rencontres humaines et artistiques.

## Fiche technique
- Titre : Gauguin : Voyage de Tahiti
- Réalisation : Édouard Deluc
- Scénario : Édouard Deluc, Thomas Lilti et Étienne Comar avec l’aide de Sarah Kaminsky
- Direction artistique : Emmanuelle Cuillery
- Décors  : Antoine Dore
- Costumes : Céline Guignard-Rajot
- Photographie : Pierre Cottereau
- Montage : Guerric Catala
- Musique : Warren Ellis
- Production : Bruno Levy
- Sociétés de production : Move Movie
- Société de distribution : Studiocanal
- Pays de production :  France
- Langue : français
- Format : couleur
- Genre : biographique
- Durée : 102 minutes
- Date de sortie : France - 20 septembre 2017

## Distribution
- Vincent Cassel : Paul Gauguin[1].
- Ian McCamy : Le violoniste
- Pernille Bergendorff : Mette Gauguin
- Tuheï Adams : Tehura
- Malik Zidi : Henri Vallin
- Marc Barbé : Stéphane Mallarmé
- Samuel Jouy : Émile Schuffenecker

## Production
Durant l’été 2016 est annoncé le tournage en Polynésie française du film biographique sur Paul Gauguin qu’incarnera Vincent Cassel. Ce tournage a lieu à l’automne 2016.

## À propos du film
Certains médias ont critiqué l'approche de l'auteur et notamment sur la nature des relations sexuelles de l'artiste ou sur le contexte colonial.